# لینگانور-بارتونزویل (مریلند)
لینگانور (به انگلیسی: Linganore) شهری در ایالت مریلند کشور ایالات متحده آمریکا است که جمعیت آن در سرشماری سال ۲۰۱۰ میلادی، ۸٬۵۴۳ نفر بوده‌است.